# Haasenstein & Vogler
La Haasenstein & Vogler è stata la prima concessionaria di pubblicità tedesca.

## Storia
Nel 1855 il libraio Ferdinand Haasenstein fondò ad Altona, allora confine meridionale della Danimarca, la propria concessionaria di inserzioni: era la prima impresa che operasse sistematicamente nel campo della pubblicità in Germania..
Nel 1858 Haasenstein si mise in società con Adolf Vogler per costituire la Haasenstein & Vogler.
Nel 1864, in seguito alla guerra dei Ducati Altona si trovò a far parte della Germania, e alla Haasenstein & Vogler si spalancò il mercato tedesco. I due soci si divisero i compiti: Haasenstein dirigeva l'azienda, che si espandeva in tutta la Germania, prima da Altona, poi da Lipsia e dal 1888 da Berlino; mentre Vogler prima si spostò a Lipsia e Dresda, poi a Francoforte, da dove curava gli interessi della società nella Germania occidentale e meridionale.
Per informare i clienti sulle condizioni di acquisto degli spazi pubblicitari, nel 1866 la concessionaria pubblicò il primo catalogo di inserzioni tedesco.
Nel 1868 la Haasenstein & Vogler aprì una filiale a Basilea e negli anni successivi seguirono quelle di Zurigo, Ginevra e Berna
Nel 1883 le attività svizzere della concessionaria furono conferite in una società in nome collettivo (Kollektivgesellschaft) di diritto svizzero.
Nel 1886 la Haasenstein & Vogler svizzera aprì una filiale a Torino, cui seguirono quelle di Milano nel 1888 e di Roma nel 1889.
Nel 1889 l'azienda si trasformò in una società per azioni, la Haasenstein und Vogler Aktiengesellschaft (HUVAG), di cui ormai Haasenstein non era più direttore, ma solo presidente del consiglio di sorveglianza. Nello stesso anno venne aperta la filiale di Parigi.
L'anno successivo il direttore della Haasenstein & Vogler svizzera, Charles Wilhelm Georg, rilevò la proprietà della società da lui gestita, rendendola indipendente dalla casa madre tedesca e portandosi dietro le filiali italiane. Nel 1916, in piena prima guerra mondiale la Haasenstein & Vogler svizzera prenderà il nome di Publicitas e quella italiana il nome di Unione Pubblicità in Italia.
Nel 1902 venne aperta la filiale di Barcellona.
Sotto la direzione Siegismund Richter, dal 1904 al 1918, la concessionaria raggiunse il massimo successo, annoverando 55 filiali e 359 contratti di gestione pubblicitaria.
Nel 1918 la maggioranza del capitale fu acquisita dalla Ausland-Anzeig GmbH (ALA) ed entrò a far parte del cosiddetto Hugenberg-Konzern, il gruppo di mass-media gestito dal politico nazionalista Alfred Hugenberg.

## Galleria d'immagini

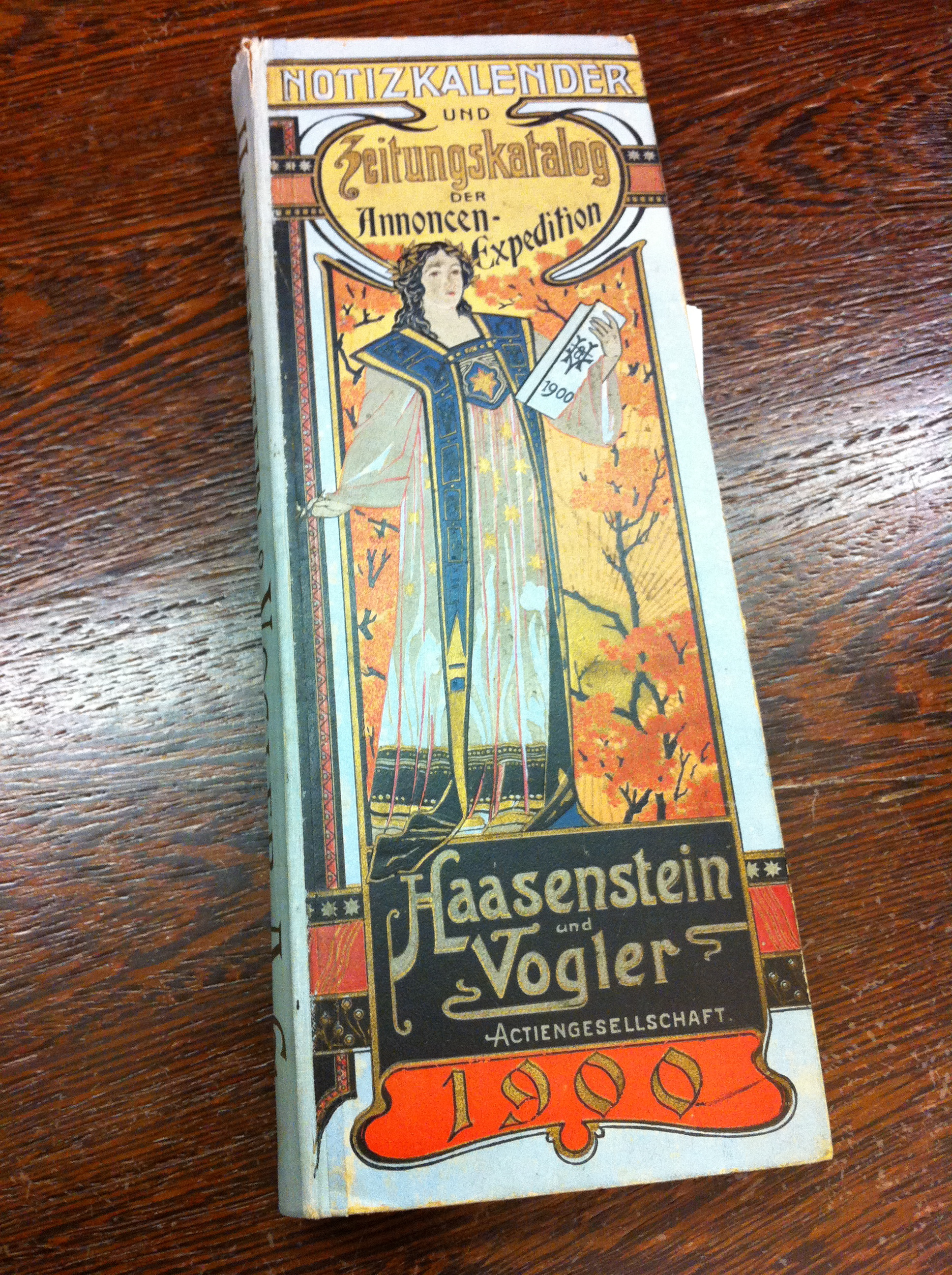
La copertina dell'almanacco e catalogo del 1900
Una prima pagina del quotidiano «La Stampa» del 1907. Nelle manchette appare il marchio Haasenstein & Vogler.